# Сполучені Штати Америки під час російсько-української війни
Позиція Сполучених Штатів щодо російсько-української війни до обрання президентом Дональда Трампа у 2024 році була значною мірою на користь України, оскільки США засудили військову агресію Російської Федерації проти України, надали гуманітарну та військову допомогу Україні, та ввели санкції проти Республіки Білорусь і РФ, країн, які активно брали участь в агресії.

## Передумови
Росія поширювала в тому числі і антиамериканську пропаганду та агітацію серед населення України, через політичні партії, організації, ЗМІ та православної церкви Московського патріархату. Намагалася перешкоджати співпраці України і НАТО акціями протесту, 2006 року у результаті цих дій заплановані міжнародні навчання «Sea Breeze» були зірвані.

Відомо що російське ГРУ фінансувало теракти в Афганістані. Росія намагалася втручатися в ситуацію в країні відразу після створення Тимчасової адміністрації Афганістану в грудні 2001 року. Росіяни пропонували фінансову винагороду, щоб спонукати бойовиків брати на себе більший ризик, нападаючи на американські цілі в Афганістані. Винагороди в середньому становили по $200 тисяч за кожного вбитого солдата США або коаліції (за афганських солдатів платили менше).

## Після анексії Криму та початку війни на сході України

### За каденції Барака Обами
Відносини Росії і США суттєво зіпсувалися у 2014 році через російську збройну агресію проти України та підтримку Росією громадянської війни в Сирії в 2015 році. Для означення політичного, економічного, військового та іншого протистояння між ЄС і США та їхніми союзниками з одного боку та РФ з іншого боку використовують термін «Друга холодна війна».
28 лютого 2014 року було оприлюднено заяву Президента США Барака Обами, в якій закликалося Росію не втручатися в справи Криму. У заяві зазначається, що президент Обама «глибоко стурбований повідомленнями про військові рухи, здійснені Російською Федерацією всередині України». Він додав, що «будь-яке порушення суверенітету та територіальної цілісності України буде глибоко дестабілізуючим, що не є в інтересах України, Росії чи Європи», і що це буде «явним порушенням зобов'язань Росії поважати незалежність, суверенітет і кордони України та міжнародні закони». 1 березня 2014 року Обама провів телефонну розмову з Путіним і заявив, що вторгнення Росії було «порушенням українського суверенітету та територіальної цілісності … [та] порушенням міжнародного права». Він попередив про «більшу політичну та економічну ізоляцію» та погрожував вивести США з 40-го саміту «G8» під головуванням Росії.
2 березня 2014 року Державний секретар США Джон Керрі в інтерв'ю «Face the Nation» засудив «вторгнення Росії» в Україну. Він назвав це «неймовірним актом агресії», і сказав, що «ви не можете поводитись в 21 столітті за модою 19 століття, вторгуючись в іншу країну за цілком сфабрикованою причиною».
3 березня 2014 року речник Ради національної безпеки США Кейтлін Гейден заявила, що США не відправлять делегацію президента на Зимові параолімпійські ігри 2014 року в Сочі, «додатково до інших заходів, які ми вживаємо у відповідь щодо ситуації в Україні». Як і у випадку з британськими діями щодо бойкоту, це не вплине на участь країни в самих Іграх.
6 березня 2014 року Обама підписав «Виконавчий наказ 13660», що блокує майно певних осіб, що сприяють ескалації ситуації в Україні.
17 березня 2014 року Обама підписав «Виконавчий наказ 13661», що блокує майно додаткових осіб, що сприяють ескалації ситуації в Україні та розширює сферу застосування попередніх санкцій, введених «ВН 13660», включаючи заморожування активів деяких російських державних чиновників у США та недопуск їх на територію США.
113-й Конгрес Сполучених Штатів розглянув декілька різних законодавчих актів, які пропонують Україні різний рівень допомоги та введення санкції «проти тих, хто підриває безпеку чи незалежність України або замішаний у корупцію в Україні або Росії». 3 квітня Міністерство енергетики США повідомило російську державну ядерну корпорацію «Росатом» про призупинення декількох мирних проектів ядерного співробітництва.
3 вересня 2014 року Барак Обама порівняв російську агресію з нацизмом.

### За першої каденції Дональда Трампа
Президент США Дональд Трамп на саміті «Великої сімки» в червні 2018 року сказав світовим лідерам, що «Крим — російський, бо всі там говорять російською мовою». Крім цього, Трамп запитував у світових лідерів, для чого вони підтримують Україну, адже це «одна з найбільш корумпованих держав світу».
У жовтні 2018 року президент США Дональд Трамп заявляв, що він допомагає Україні більше, ніж попередній президент США Барак Обама, і веде доволі жорстку політику з президентом Росії Володимиром Путіним. Ведуча зазначила, що Трамп не критикує Путіна публічно. У відповідь Трамп сказав, що в нього була «дуже складна і дуже хороша» зустріч з Путіним у Гельсінкі, і він на ній «проявив твердість». Трамп також заявив, що під час його правління США надали Україні зброю, в тому числі - протитанкову, а адміністрація 44-го американського президента Барака Обами відправляла в Україну лише гуманітарну допомогу:
|                 | Я той, хто дав Україні наступальне озброєння і протитанкові системи. Обама цього не зробив. Знаєте, що він відправляв? Він відправляв подушки і ковдри. Саме Обама віддав частину України, яка зараз перебуває під контролем Росії. |
| — Дональд Трамп | |

У серпні 2019 року Дональд Трамп уже заявляв, що анексія Криму, за яку Росію виключили з G8, була помилкою колишнього президента США Барака Обами, і захоплення півострова можна було спинити. На думку Трампа, Обама був незадоволений таким розвитком подій, і саме тому видалив Путіна з «вісімки». Журналістка, яка питала президента США, заперечила йому, що Росію видалили з Групи восьми саме після анексії Криму, а не через те, що «Путін перехитрив Обаму».

### За каденції Джо Байдена
Президент США Джо Байден у річницю збройного вторгнення Росії до Криму 25 лютого 2021 року заявив, що Сполучені Штати продовжують підтримувати суверенітет і територіальну цілісність України. Байден наголосив, що США продовжать роботу з метою притягнення Росії до відповідальності за порушення міжнародного права та агресію щодо України:
|              | У цю похмуру річницю ми підтверджуємо просту істину: Крим – це Україна. Сполучені Штати не визнають і ніколи не визнають так звану анексію півострова Росією, і ми будемо разом з Україною протистояти агресивним діям Росії. Ми також продовжимо шанувати мужність і надію Революції Гідності, в якій український народ зіткнувся з вогнем снайперів і силовиків на Майдані і зажадав нового початку для своєї країни. Сполучені Штати як і раніше вірять у обіцянки України, і ми підтримуємо всіх, хто прагне до мирного, демократичного і процвітаючого майбутнього своєї країни. |
| — Джо Байден | |

19 травня 2021 року комітет з закордонних справ Палати представників Конгресу США схвалив резолюцію, в якій закріплюється політика США щодо невизнання анексії Криму Росією. Резолюція отримала підтримку конгресменів як від Республіканської, так і від Демократичної партій США. Адміністрація США не визнаватиме, ні прямо, ні опосередковано претензії Росії на суверенітет над територією, повітрям та водами Криму, йдеться в резолюції.

## Під час російського вторгнення в Україну
Президент США Джо Байден оприлюднив заяву, в якій назвав російське вторгнення «неспровокованим і необгрунтованим» і звинуватив президента Росії Володимира Путіна у веденні «навмисної війни, яка призведе до катастрофічних втрат людей і людських страждань». Байден назвав Путіна «військовим злочинцем» у відповідь на запитання журналістів 16 березня. Байден додатково засудив російських олігархів, які підтримували Путіна, заявивши, що «ми разом з нашими європейськими союзниками знайдемо та заберемо ваші яхти, ваші розкішні квартири, ваші приватні літаки. Ми летимо за вашими недобре народженими прибутками».
Адміністрація Байдена також засудила рішення Путіна привести російські сили ядерного стримування в стан підвищеної бойової готовности.

#### Допомога Україні
Впродовж каденції Байдена США виділили на потреби України отримала близько 177 млрд доларів США, з яких безпосередньо Україна отримала 76 млрд. Під час президентства Штатами запроваджувалися санкції проти РФ та оголошувалися пакети військової допомоги на загальну суму близько 66 млрд доларів США. Всього було 15 пакетів санкцій щодо РФ, до яких долучилися Сполучені Штати. 9 січня 2025 року був оголошений останній пакет військової допомоги для України за президенства Байдена. 10 січня 2025 року Сполучені Штати запровадили одні з найжорсткіших санкцій проти російської нафтової промисловості.
Незважаючи на протидію, підприємства повʼязані із російським ВПК купували американське обладнання. Зокрема у лютому 2025 року стало відомо що компанія зі складу корпорації «Ростех» уклала договори на закупівлю американського обладнання на суму 0.7 млрд руб для розширення виробництва РЕБ.

#### Протидія американській допомозі Україні
Із настанням президентської кампанії, ряд республіканських політиків та публічних людей поширював російську пропаганду та закликав припинити підтримку України, в першу чергу Дональд Трамп. Окрім нього це були: Вівек Рамасвамі, Марджорі Тейлор Ґрін, Метт Ґетц, Роберт Френсіс Кеннеді-молодший, Тулсі Габбард.
20 квітня 2023 року 19 сенаторів та конгресменів США (представників Республіканської партії), підписалися під листом президенту США Джозефу Байдену із закликом до дипломатичної стратегії «для швидкого завершення війни». Серед вимог — припинити «необмежену допомогу Україні» зі сторони США, вживаючи термін «проксі-війна». З кінця 2023 по квітень 2024 року Республіканська партія США затримувала надання військової допомоги Україні.
У червні 2024 року було досліджене американське політичне середовище, яке сприяє російській підтримці, у політичній, медійній та експертній сферах. У результаті було виокрелено широкий спектр груп противників підтримки України від прихильників Трампа до комуністів. Ілон Маск, який був у цьому матеріалі, закликав внести українське медіа Texty.org.ua до списку терористичних організацій.

#### Санкції проти Білорусі та Росії
Байден заявив, що заморозить усі російські активи в США та обмежить використання Росією основних валют, таких як долари, євро, фунти та єни. США також заборонили російським літакам в'їжджати і використовувати внутрішній повітряний простір США.
Міністерство фінансів США оголосило, що вирішило ввести санкції проти 24 білоруських фізичних та юридичних осіб, у тому числі міністра оборони Білорусі Віктора Хреніна за те, що вони дозволили Росії використовувати свою територію для нападів на Україну. США також ввели санкції проти президента Білорусі Олександра Лукашенка. Було оголошено, що все майно та інтереси у власності білоруського президента або його дружини тепер заблоковані в країні.
28 лютого Сполучені Штати оголосили про видворення 12 російських дипломатів з Постійного представництва Росії при ООН за «шпигунську діяльність». 3 березня Сполучені Штати запровадили додаткові санкції проти російських осіб: прес-секретаря Росії Дмитра Пєскова, 22 оборонні організації та 19 олігархів, яких Джо Байден назвав «побратимами Путіна», усі зіткнуться з візовими обмеженнями для США.
Повідомлялося, що адміністрація Байдена готує санкції проти понад 300 депутатів російської Держдуми, нижньої палати парламенту.

### За каденції Дональда Трампа
Під час президентської кампанії 2024 року Дональд Трамп заявляв, що зупинить повномасштабне вторгнення Росії, розпочате в лютому 2022 року, за один день. Пізніше його команда скоригувала очікування до 100 днів. Після обрання неодноразово відмовлявся вводити санкції щодо РФ. І до і після обрання Дональд Трамп неодноразово поширював тези російської пропаганди, звинувачував Україну та НАТО у російському вторгненні.
Одним із перших рішень Трампа стало призупинення міжнародної допомоги США з метою економії бюджетних коштів, зокрема USAID зупинило фінансування всіх проєктів, у тому числі в Україні (на момент зупинки, впродовж повномасштабного вторгнення Україна отримала близько 37 млрд доларів США). 7 лютого стало відомо що адміністрація Трампа розформовує оперативну групу KleptoCapture, створену для відстеження за дотриманням санкцій проти близьких до Кремля російських олігархів та переслідування їхніх активів.
10 лютого Трамп заявив, що Україна «по суті погодилася» передати Вашингтону рідкісноземельні метали на пів трильйона доларів як оплату за американську військову допомогу (однак 13 лютого стало відомо що Україна не підписала цю угоду). 11 лютого стало відомо що адміністрація Дональда Трампа поставила на паузу свій «мирний план» щодо України, щоб почути думку європейських партнерів. 12 лютого президент України Володимир Зеленський кричав і був дуже злим під час зустрічі із міністром фінансів США Скоттом Бессентом, яка відбулася того дня Києві. Про це повідомляє Financial Times із посиланням на співрозмовника, який був присутній під час зустрічі. Зазначається, що Зеленський розізлився через розмову про угоду щодо рідкісноземельних металів України. За даними співрозмовника, Бессент також вимагав від Зеленського підписати угоду негайно. 18 лютого пройшли переговори США та РФ у Ер-Ріяді.
20 лютого Трамп заявив, що з міністром фінансів Скоттом Бессентом поводилися «досить грубо» під час нещодавнього візиту до Києва, де Україна відхилила проєкт угоди про видобуток рідкоземельних мінералів, та заявив, що збирається відновити угоду щодо рідкоземельних мінералів.
28 лютого відбувся візит президента України Зеленського у США. «А ви сьогодні привдягнулися», — це перше, що сказав президент Дональд Трамп, коли український президент Володимир Зеленський прибув до Білого дому у п'ятницю, — історичний день, який завершився привселюдною суперечкою двох лідерів в Овальному кабінеті. Атмосферу в Овальному офісі під час зустрічі 28 лютого змінило питання про відсутність костюма на Зеленському. Після цього постали питання про відсутність поваги та вдячності США з боку українського лідера. За цим пішли подальші звинувачення у неповазі і невдячності, які розпалили незвичну суперечку, під час якої президент США та віцепрезидент докоряли своїм європейським союзникам прямо перед телекамерами. З цього моменту дискусія вийшла за рамки звичайного. Безкостюмного Зеленського попросили на вихід із Білого дому, а відносини двох країн погіршилися.
3 березня стало відомо що Трамп зупинив всю військову допомогу Україні, навіть ту, що перебувала в дорозі. Того ж дня Reuters з посиланням на анонімне джерело повідомило що Сполучені Штати розробляють план потенційного пом’якшення санкцій проти Росії, оскільки президент Дональд Трамп прагне «відновити зв’язки з Москвою та зупинити війну в Україні». Також того дня стало відомо що голова Міністерства оборони США Піт Гегсет дав доручення Кіберкомандуванню США припинити наступальні кібероперації проти Росії (однак ця інформація була спростована наступного дня). У ході погіршення відносин ряд чиновників адміністрації Трампа поширював дезінформацію та російську пропаганду, зокрема 3 березня 2025 року Тулсі Габбард у прямому ефірі оприлюднила фейкові заяви про Україну, та звинуватила Зеленського у тому що він хоче воювати і нібито не зупиняється перед загрозою потенційної третьої світової війни або навіть ядерної війни. 5 березня стало відомо що США призупинили обмін розвідданими з Україною. Того ж дня державний секретар США Марко Рубіо процитував російську пропаганду, заявивши, що повномасштабне вторгнення Росії на українську територію насправді є проксі-війною між Штатами та РФ. 21 березня було повідомлено що США скоротили участь у зусиллях за дотриманням санкцій проти РФ.
5 червня стало відомо що США перенаправили компоненти для ракет з лазерною системою наведення APKWS, які призначалися для передачі Україні, своїм підрозділам Повітряних сил на Близькому Сході. Це зробили за наказом американського міністра оборони Піта Хегсета. Пентагон минулого тижня повідомив Конгрес про це рішення, назвавши його терміновим. Того ж дня, у The New York Times була опублікована інформація про те що президент Трамп роздратований як російським, так і українським президентами, однак саме до Володимира Зеленського відчуває особливу ворожість. Зазначається, що Трамп неодноразово казав своїм помічникам, що Зеленський є «поганим хлопцем», який штовхає світ до ризику ядерної війни. 7 червня Трамп висловив думку, що Україна сама спровокувала російські удари здійснивши спецоперацію «Павутина». 16 червня президент США Дональд Трамп заявив, що війни в Україні «не було б», якби Росію не виключили з G8. Також він заявив, що Європа повинна застосувати нові санкції щодо Росії першою і що «санкції коштують нам багато грошей». 17 червня стало відомо що Адміністрація Трампа закрила міжвідомчу групу, що мала тиснути на Росію для пришвидшення мирних переговорів в Україні. 26 червня стало відомо що Білий дім рекомендує припинити фінансування розслідування злочинів РФ в Україні.
2 липня стало відомо що США тимчасово зупинили постачання низки боєприпасів і ракет Україні, зокрема для систем протиповітряної оборони. Насамперед до переліку потрапили надзвичайно важливі для України зенітні ракети до систем Patriot, GMLRS, Stinger, AIM-7, а також 155-мм артилерійські снаряди.